# 제이크 베클리

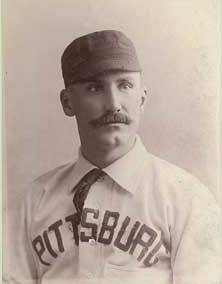
1894년 베클리

제이크 베클리(Jake Beckley) 또는 제이콥 피터 베클리(Jacob Peter Beckley, 1867년 8월 4일 – 1918년 6월 25일)는 "이글 아이"(Eagle Eye)라는 별명을 가진 미국의 야구 1루수였다. 그는 1888년부터 1907년까지 메이저 리그 베이스볼의 피츠버그 앨러게니스, 피츠버그 버거스, 피츠버그 파이리츠, 뉴욕 자이언츠, 신시내티 레즈 및 세인트루이스 카디널스에서 뛰었다.
베클리는 13시즌 동안 .300 이상의 타율을 기록했다. 그의 244개의 3루타는 역대 4위이며 23,767개의 풋아웃은 메이저 리그 기록이다. 통산 타율 .308을 기록한 그는 1971년 베테랑 위원회를 통해 미국 야구 명예의 전당에 헌액되었다.

## 어린 시절
베클리는 미주리주 해니벌에서 태어났다. 그는 번하트와 로시나(네스) 베클리의 아들이었다. 베클리는 십대 시절부터 세미프로 야구를 시작했다. 해니벌의 전 팀 동료인 밥 하트는 18세의 베클리를 웨스턴 어소시에이션 소속 레번워스 오일러스에 추천했다. 레번워스와 링컨 팀에서 두 시즌을 보낸 후, 베클리의 계약은 웨스턴 어소시에이션의 세인트루이스 화이츠에 판매되었고, 이후 1888 시즌 중반에 해리 스탤리와 함께 피츠버그 앨러게니스에 4,500달러에 인수되었다.

## 메이저 리그 경력
앨러게니스에서 한 시즌 반을 뛴 후, 베클리와 그의 동료 여덟 명은 새로 창설된 플레이어스 리그 (PL)의 팀인 피츠버그 버거스로 이적했다. 감독인 네드 핸런도 함께 넘어갔다. 베클리는 "어차피 이 경기는 돈 때문에 하는 것"이라며 PL로 갈 의향이 있다고 밝혔다. 이 리그는 한 시즌만 지속되었고, 베클리는 다음 다섯 시즌 반을 피츠버그 파이리츠에서 보냈다.

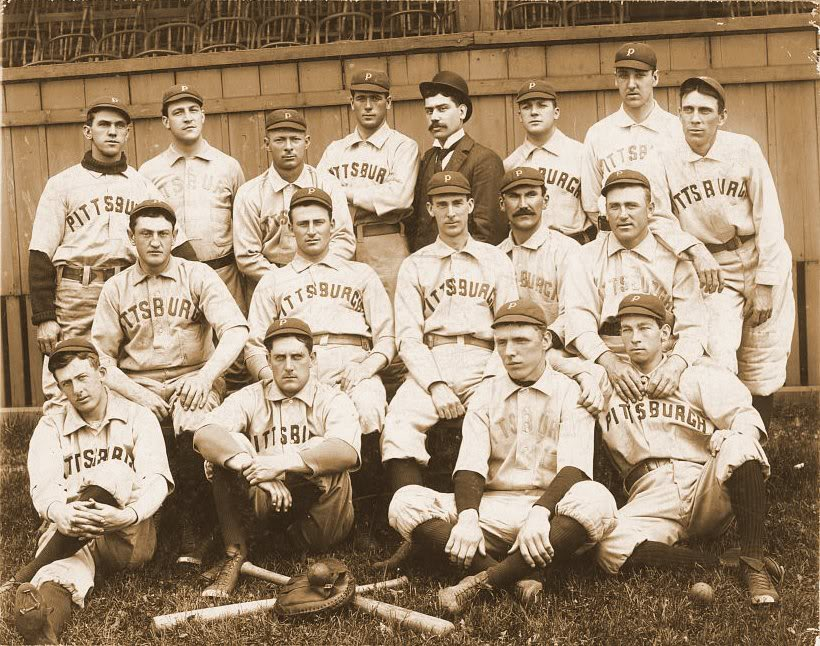
1896년 피츠버그 파이리츠 소속의 제이크 베클리 (가운데, 오른쪽에서 두 번째)

1896년 7월 25일, 베클리는 뉴욕 자이언츠로 해리 데이비스와 1,000달러에 트레이드되었다. 베클리는 다음 시즌인 5월 22일 자이언츠에서 방출되었고, 5일 후 신시내티 레즈와 자유 계약을 맺었다. 레즈에서의 첫 시즌, 베클리는 신인 호너스 와그너를 상대로 숨겨진 공 트릭을 사용하여 잡는 데 실패했는데, 이는 그가 상대방에게 자주 사용하던 전술이었다. 그러나 이후 와그너의 루이빌 커늘스가 신시내티에서 경기를 할 때, 베클리는 두 개의 야구공을 사용하는 전략을 사용하여 와그너를 잡는 데 성공했다. 세인트루이스 브라운스(1900년 이후 세인트루이스 카디널스)를 상대로 베클리는 1897년 9월 26일 같은 경기에서 세 개의 홈런을 날렸는데, 이 기록은 1922년 켄 윌리엄스에 의해 다시 달성되기 전까지는 아무도 따라잡지 못했다. 그는 신시내티에서 7시즌을 뛰었고, 이후 1904년 2월 11일 카디널스에 의해 인수되었다.
베클리는 1907시즌 이후 통산 2,930개의 안타를 기록하며 캡 앤슨에 이어 2위로 은퇴했다. 그는 메이저 리그 통산 3루타 244개로 여전히 역대 4위에 랭크되어 있다. 2014년 시즌 기준으로 베클리는 파이리츠 1루수 중 역대 최고 타율(.300)을 기록하고 있다. 베클리는 통산 풋아웃 23,743개로 MLB 기록을 보유하고 있으며, 1루수로서 2,376경기를 출전하여 역대 2위를 기록하고 있다.

## 말년

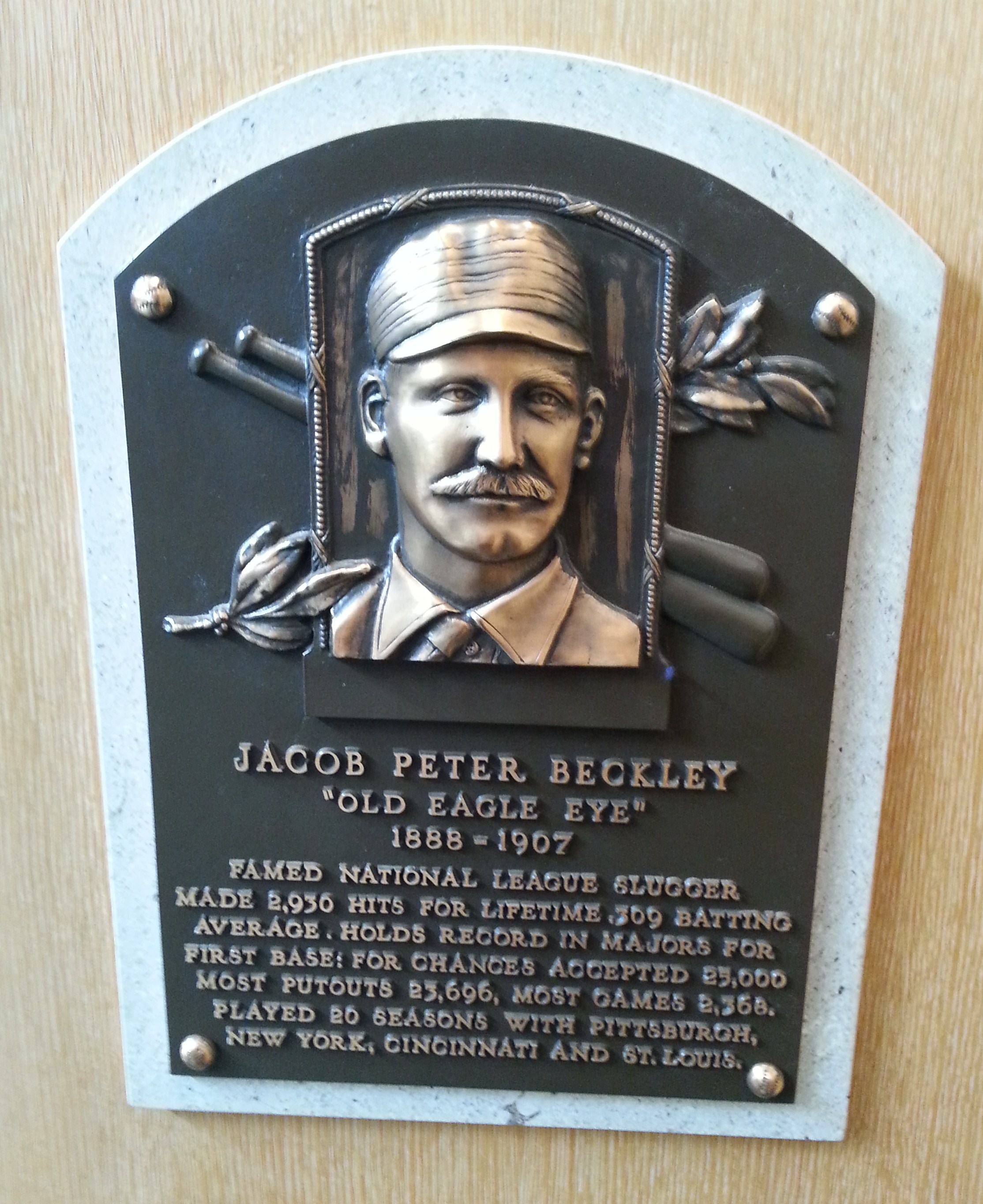
미국 야구 명예의 전당에 있는 베클리의 명판

MLB 경력이 끝난 후, 베클리는 1908-1909년 아메리칸 어소시에이션의 캔자스시티, 1910년 웨스턴 어소시에이션의 배틀스빌, 1911년 센트럴 어소시에이션의 해니벌에서 선수 겸 감독으로 활동했다. 그는 1913년 페더럴 리그에서 심판으로 일했으며, 미주리주 리버티에 있는 윌리엄 주얼 칼리지에서 야구 코치로도 활동했다. 프로 생활 은퇴 후 심판 및 코치 외에도 베클리는 캔자스시티에서 곡물 사업을 운영했다.
베클리는 1891년 해니벌의 몰리 머피와 결혼했지만, 그녀는 결혼 7개월 만에 결핵으로 사망했다. 그는 선수 생활이 끝난 후 재혼했다. 베클리는 50세의 나이로 캔자스시티에서 심장병으로 사망했다. 그는 해니벌의 리버사이드 묘지에 안장되었다.

## 영예
- 1971년 미국 야구 명예의 전당 헌액
- 피츠버그 파이리츠 명예의 전당 회원[11]
- 2014년 신시내티 레즈 명예의 전당 헌액.[12]
- 2016년, 프로스펙트 리그의 해니벌 케이브멘은 베클리의 고향이자 매장지인 해니벌의 클레멘스 필드에 제이크 베클리 .308 게이트를 설치했다.[13]

## 같이 보기
- 메이저 리그 베이스볼 개인 통산 안타 기록
- 메이저 리그 베이스볼 개인 통산 2루타 기록
- 메이저 리그 베이스볼 개인 통산 3루타 기록
- 메이저 리그 베이스볼 개인 통산 득점 기록
- 메이저 리그 베이스볼 개인 통산 타점 기록
- 메이저 리그 베이스볼 연간 3루타 기록
- 메이저 리그 베이스볼 3루타 기록